# Родигари, Никола
Никола Родигари (род. 7 ноября 1981, в г. Тирано, провинция Сондрио, Италия — итальянский шорт-трекист, серебряный призёр Олимпийских игр 2002 года в эстафете. Участвовал на Олимпийских играх 2006, 2010, 2014 годов. Неоднократный призёр Чемпионатов мира, Многократный чемпион Европы в том числе 5-кратный в общем зачёте.

## Спортивная карьера
Никола начал кататься на коньках в возрасте пяти лет в г.Бормио. В спорт он пошёл по стопам своего старшего брата Симона. Тренировался в конькобежном клубе "Associazione Pattinaggio di Velocità Bormio Ghiaccio". В 1998 году он принял участие на юниорском чемпионате мира и занял 9-е место в общем зачёте. В том же году был приглашён в национальную сборную. В конце марта на домашнем командном чемпионате мира в Бормио занял третье место в команде. Ещё трижды Родигари выигрывал бронзу в команде в Гааге 2000, Санкт-Петербурге 2004 и Будапеште 2007 годах.

## 1999-2001 года
С 1999 года начал участвовать на Кубке мира. Занял 2-е место на юниорском чемпионате мира (ЮЧМ) на дистанции 1500 метров. На своём первом чемпионате Европы в  Оберсдорфе выиграл золотую медаль в эстафете. В 2000 году Родигари на ЮЧМ выиграл на 500 метров, а в суперфинале на 1500 метров завоевал серебро. На чемпионате мира в Шеффилде взял бронзу в эстафете, в Гётеборге в 2004 году он повторил тот же результат. А вот у себя дома на Европейском чемпионате в 
 Бормио выиграл второе золото эстафеты вместе с Фабио Картой, Николой Франческиной, Микеле Антониоли и Маурицио Карнино. После, начиная с 2001 и по 2010 год Родигари в эстафете одержал ещё 7 побед на европейских первенствах. На Кубке мира 2000 года он занял 43-е место в общем зачёте.

## Олимпийские игры
В 2002 году на Олимпийских играх в Солт-Лейк-Сити Родигари выиграл серебро в эстафете, уступив только Канаде. Он участвовал ещё на Олимпийских играх в Турине, где занял на дистанциях 500 и 1000 метров 7-е место, а в эстафете занял 4-е место. В Ванкувере был 8-м на 1500 метров, что стало лучшим его результатом на тех играх. На 4-х своих играх в Сочи в эстафете стал 8-м.

## Чемпионаты Европы
Если на мировых чемпионатах Родигари побеждал в командных соревнованиях, то на чемпионатах Европы он был непобедим в индивидуальных соревнованиях. Начиная с 2004 и заканчивая 2010 годом пять раз побеждал в общем зачёте в 2004, 2006, 2007, 2009, 2010 годах. В 2002 был серебряным, а в 2008 бронзовым призёрами.
Уже через год в 2011 году Родигари уходит из шорт трека из-за споров с Итальянской федерацией ледового спорта. Но в 2012 году возвращается в команду. Полностью завершил карьеру только в 2018 году. С 2019 года тренирует юниорскую сборную Италии. Является двоюродным братом Эвелины Родигари. Подруга и партнёрша Николы Лючия Перетти, двукратная призёр Олимпийских игр.

## Личная жизнь
Является двоюродным братом Эвелины Родигари. Подруга и вторая половина Николы Лючия Перетти, двукратная призёр Олимпийских игр. Родигари сейчас проживает в одном из древнейших городов мира Куско в Перу.